# コダック・エクトラ
エクトラ（Ektra ）はコダックのカメラブランドである。

## 製品

### 110フィルム使用カメラ
1970年代後半から販売された廉価版ポケットカメラ。テレがつく機種は切り替え可能な望遠レンズを内蔵、ライトがつく機種はフラッシュ内蔵。
- エクトラ1 - レンズはプラスチック製25mmF11固定。
- エクトラ2
- エクトラ10
- エクトラ200（1980年10月発売） - レンズは固定焦点固定絞り20mmF11単玉固定。
- エクトラライト10
- エクトラライト30
- エクトラライト400（1980年10月発売） - レンズは固定焦点3枚構成の24mmF6.8固定。絞りは通常撮影時F9.5、フラッシュ撮影時F6.8。
- テレ・エクトラ1 - レンズは22mmF9.5/44mmF11切り替え式。
- テレ・エクトラ2
- テレエクトラライト20
- テレエクトラライト40
- テレエクトラライト600（1980年10月発売） - レンズは22mmF8/44mmF8の切り替え式。
- エクトラマックス - このラインの最高級機。レンズは非球面レンズを含む4枚構成25mmF2.8固定。

### 135フィルム使用カメラ
アメリカのコダックが初めて製造した135フィルムを使用するカメラ。ドイツのライカやコンタックスを機能的には完全に凌駕したが重量寸法ともに大きく売れなかった。

#### カメラボディー
- エクトラI（1941年発売） - 24×36mm（ライカ）判[1]。50mmから254mmまで対応しパララックスを自動補正するズームファインダー[2]を内蔵する。レンズは専用マウントにより交換可能。距離計の基線長は254mmレンズに必要な測距精度を確保するため168mm。日中のフィルム交換可能なマガジンシステムを備える[3]。シャッターは布幕フォーカルブレーン式、速度はB、1〜1/1000秒。レバーによるフィルム巻き上げ、巻き戻し。設計者はジョセフ・ミハリィ（Joseph Mihalyi ）、デザイナーはウォルター・ドーウィン・ティーグ。1948年までに2490台が生産された。一部はアメリカが軍用カメラとして使用した記録があるという[3]。
- エクトラII - エクトラIのマイナーチェンジ版でシャッター作動に関する問題を解決しまたスプリングモーターによる巻き上げに対応したが、スプリングモーターは発売されなかった。フィルムマガジンは使えない。6台製造され、そのうちの1台をハワード・H・ベーカー・ジュニアが所有している。

#### 交換レンズ
レンズは全てコーティングされている。発色は非常に良い。
- エクター（Ektar ）35mmF3.3[5] - ヘリアー型3群5枚。
- エクター（Ektar ）50mmF1.9[5] - ダブルガウス型4群7枚。最短撮影距離3ft、鏡胴の赤丸印のポッチを引っ張りヘリコイドを回すことで1.5ft。ただし3ft未満で距離計連動させるにはオプションの近接撮影用距離計が必要。
- エクター（Ektar ）50mmF3.5[5] - 3群4枚。
- エクター（Ektar ）90mmF3.5[5] - 3群3枚。
- エクター（Ektar ）135mmF3.8[5] - 2群4枚。
- エクター（Ektar ）153mmF4.5[5] - 2群4枚。
- エクター（Ektar ）254mmF4.5 - 試作のみ。

#### アクセサリー
- 近接撮影用距離計 - 上述エクター50mmF1.9専用。上下合致式で上部分がファインダーである。下の距離計部分は黄色に着色されている。非連動であるので、像を上下合致させた後、表示されている距離をレンズ鏡胴の赤文字が示す距離に合わせる。パララックスは測距に伴い自動補正される[1]。
- 発光機 - カメラ本体にはシンクロ機能はないが、これによりシンクロ撮影が可能になる。発光機から出ているコードの先端をカメラのシャッターボタンにねじ込んでセットし、シャッターボタンを押すとまずコンタクトにより発光が行なわれ、その直後シャッターがレリーズされる。この原理によりシャッターボタンは一気に押し込む必要がある。電源は単3×3本[6]。
- フィルムマガジン
- ピントグラスバック - フィルムマガジンと交換して使用する。ピントグラスをカメラ真後ろから見るだけでなく、ウェストレベルでも見られるよう45°の鏡や、拡大して見られるようピントルーペがついている。